# Championnats d'Europe d'athlétisme en salle 2019
Navigation
La 35e édition des Championnats d'Europe d'athlétisme en salle se déroule du 1er au 3 mars 2019 à Glasgow. La Grande-Bretagne et la Pologne avaient annoncé leur intention d'organiser cette édition. Le 23 avril 2016, à Amsterdam, c'est la candidature écossaise qui est retenue par l'Association européenne d'athlétisme, au détriment des candidatures des Pays-Bas avec Apeldoorn, de la Biélorussie avec Minsk et de la Pologne avec Toruń.

## Calendrier
| M | Matin | A | Après-Midi |

| S | Séries | Q | Qualifications | ½ | Demi-finale | F | Finale |

| Date →           | 1er | 1er | 1er | 2 | 2 | 2 | 3 | 3 | 3 |
| Épreuve ↓        | M   | A   | A   | M | A | A | M | A | A |
| ---------------- | --- | --- | --- | - | - | - | - | - | - |
| 60 m             |     |     |     | S | ½ | F |   |   |   |
| 400 m            | S   | ½   | ½   |   | F | F |   |   |   |
| 800 m            |     | S   | S   |   | ½ | ½ |   | F | F |
| 1 500 m          | S   |     |     |   |   |   |   | F | F |
| 3 000 m          | S   |     |     |   | F | F |   |   |   |
| 60 m haies       |     |     |     | S |   |   | ½ | F | F |
| 4 × 400 m        |     |     |     |   |   |   |   | F | F |
| Saut en longueur | Q   |     |     |   |   |   | F |   |   |
| Triple saut      |     | Q   | Q   |   |   |   |   | F | F |
| Saut en hauteur  | Q   |     |     |   | F | F |   |   |   |
| Saut à la perche |     | Q   | Q   |   | F | F |   |   |   |
| Lancer du poids  | Q   | F   | F   |   |   |   |   |   |   |
| Heptathlon       |     |     |     |   | F | F | F | F | F |

| Date →           | 1er | 1er | 1er | 2 | 2 | 2 | 3 | 3 | 3 |
| Épreuve ↓        | M   | A   | A   | M | A | A | M | A | A |
| ---------------- | --- | --- | --- | - | - | - | - | - | - |
| 60 m             |     |     |     | S | ½ | F |   |   |   |
| 400 m            | S   | ½   | ½   |   | F | F |   |   |   |
| 800 m            | S   |     |     |   | ½ | ½ |   | F | F |
| 1 500 m          |     | S   | S   |   |   |   |   | F | F |
| 3 000 m          |     | F   | F   |   |   |   |   |   |   |
| 60 m haies       |     |     |     | S |   |   | ½ | F | F |
| 4 × 400 m        |     |     |     |   |   |   |   | F | F |
| Saut en longueur |     |     |     | Q |   |   |   | F | F |
| Triple saut      | Q   |     |     |   |   |   | F |   |   |
| Saut en hauteur  |     | Q   | Q   |   |   |   |   | F | F |
| Saut à la perche |     |     |     | Q |   |   |   | F | F |
| Lancer du poids  |     | Q   | Q   |   |   |   | F |   |   |
| Pentathlon       | F   | F   | F   |   |   |   |   |   |   |

## Résultats

### Hommes
| Épreuves | Or                                                                            | Argent                                                                         | Bronze                                                                             |
| --- | ----------------------------------------------------------------------------- | ------------------------------------------------------------------------------ | ---------------------------------------------------------------------------------- |
| 60 m | Ján Volko 6 s 60                                                              | Emre Zafer Barnes 6 s 61                                                       | Joris van Gool 6 s 62 (PB)                                                         |
| 400 m | Karsten Warholm 45 s 05 (=ER)                                                 | Óscar Husillos 45 s 66 (NR)                                                    | Tony van Diepen 46 s 13 (NR)                                                       |
| 800 m | Álvaro de Arriba 1 min 46 s 83                                                | Jamie Webb 1 min 47 s 13 (PB)                                                  | Mark English 1 min 47 s 39                                                         |
| 1 500 m | Marcin Lewandowski 3 min 42 s 85                                              | Jakob Ingebrigtsen 3 min 43 s 23                                               | Jesús Gómez 3 min 44 s 39                                                          |
| 3 000 m | Jakob Ingebrigtsen 7 min 56 s 15                                              | Chris O'Hare 7 min 57 s 19                                                     | Henrik Ingebrigtsen 7 min 57 s 19                                                  |
| 60 m haies | Milan Trajkovic 7 s 60                                                        | Pascal Martinot-Lagarde 7 s 61                                                 | Aurel Manga 7 s 63                                                                 |
| Relais 4 × 400 m | Belgique Julien Watrin Dylan Borlée Jonathan Borlée Kévin Borlée 3 min 6 s 27 | Espagne Óscar Husillos Manuel Guijarro Lucas Búa Bernat Erta 3 min 6 s 32 (NR) | France Mame-Ibra Anne Thomas Jordier Nicolas Courbière Fabrisio Saïdy 3 min 7 s 71 |
| Saut en hauteur | Gianmarco Tamberi 2,32 m (=EL)                                                | Konstadínos Baniótis 2,26 m                                                    | Non décerné                                                                        |
| Saut en hauteur | Gianmarco Tamberi 2,32 m (=EL)                                                | Andriy Protsenko 2,26 m                                                        | Non décerné                                                                        |
| Saut à la perche | Paweł Wojciechowski 5,90 m (PB)                                               | Piotr Lisek 5,85 m                                                             | Melker Svärd Jacobsson 5,75 m                                                      |
| Saut en longueur | Miltiádis Tedóglou 8,38 m (WL, NR)                                            | Thobias Nilsson Montler 8,17 m (PB)                                            | Strahinja Jovančević 8,03 m (NR)                                                   |
| Triple saut | Nazim Babayev 17,29 m (PB)                                                    | Nelson Évora 17,11 m (SB)                                                      | Max Heß 17,10 m (SB)                                                               |
| Lancer du poids | Michał Haratyk 21,65 m                                                        | David Storl 21,54 m                                                            | Tomáš Staněk 21,25 m                                                               |
| Heptathlon | Jorge Ureña 6 218 pts (WL)                                                    | Tim Duckworth 6 156 pts                                                        | Ilya Shkurenyov 6 145 pts                                                          |
| Records et Performances - AR : Record continental (area record) - CR : Record des championnats (championship record) - MR : Record du meeting (meet record) - NR : Record national (national record) - OR : Record olympique (olympic record) - PR : Record paralympique (paralympic record) - PB : Record personnel (personal best) - SB : Meilleure performance personnelle de la saison (season's best) - WL : Meilleure performance mondiale de l'année (world leader) - WJR : Record du monde junior (world junior record) - WR : Record du monde (world record) Circonstances et Conditions - DNF : N'a pas terminé (did not finish) - DNS : N'a pas pris le départ (did not start) - DQ : Disqualification (disqualification) - NM : Aucun essai valable enregistré (No Mark) - Q : Qualifié « directement » au prochain tour (ou à la prochaine compétition), lors d'une compétition majeure, grâce au classement ou à la réalisation des minima (automatic qualifier) - q : Qualifié au prochain tour (ou à la prochaine compétition), lors d'une compétition majeure, grâce au repêchage ou à la réalisation de l'une des meilleures performances parmi celles des « non qualifiés directement » (grâce au meilleur temps ou à la meilleure distance par exemple) (secondary qualifier) |                                                                               |                                                                                |                                                                                    |

### Femmes
| Épreuves | Or | Argent                                                                            | Bronze                                                                             |
| --- | --- | --------------------------------------------------------------------------------- | ---------------------------------------------------------------------------------- |
| 60 m | Ewa Swoboda 7 s 09                                                                                         | Dafne Schippers 7 s 14 (SB)                                                       | Asha Philip 7 s 15                                                                 |
| 400 m | Lea Sprunger 51 s 61 (WL)                                                                                  | Cynthia Bolingo 51 s 62 (NR)                                                      | Lisanne de Witte 52 s 34 (PB)                                                      |
| 800 m | Shelayna Oskan-Clarke 2 min 2 s 58                                                                         | Rénelle Lamote 2 min 3 s 00                                                       | Olha Lyakhova 2 min 3 s 24                                                         |
| 1 500 m | Laura Muir 4 min 5 s 92                                                                                    | Sofia Ennaoui 4 min 9 s 30                                                        | Ciara Mageean 4 min 9 s 43                                                         |
| 3 000 m | Laura Muir 8 min 30 s 61 (CR)                                                                              | Konstanze Klosterhalfen 8 min 34 s 06                                             | Melissa Courtney 8 min 38 s 22 (PB)                                                |
| 60 m haies | Nadine Visser 7 s 87 (EL)                                                                                  | Cindy Roleder 7 s 97                                                              | Elvira Herman 8 s 00                                                               |
| Relais 4 × 400 m | Pologne Anna Kiełbasińska Iga Baumgart-Witan Małgorzata Hołub-Kowalik Justyna Święty-Ersetic 3 min 28 s 77 | Grande-Bretagne Laviai Nielsen Zoey Clark Amber Anning Eilidh Doyle 3 min 29 s 55 | Italie Raphaela Lukudo Ayomide Folorunso Chiara Bazzoni Marta Milani 3 min 31 s 90 |
| Saut en hauteur | Mariya Lasitskene 2,01 m (EL)                                                                              | Yuliya Levchenko 1,99 m                                                           | Airine Palšyte 1,97 m                                                              |
| Saut à la perche | Anzhelika Sidorova 4,85 m                                                                                  | Holly Bradshaw 4,75 m                                                             | Nikoléta Kiriakopoúlou 4,65 m                                                      |
| Saut en longueur | Ivana Španović 6,99 m (=WL)                                                                                | Nastassia Mironchyk-Ivanova 6,93 m (PB)                                           | Maryna Bekh-Romanchuk 6,84 m                                                       |
| Triple saut | Ana Peleteiro 14,73 m (EL)                                                                                 | Paraskeví Papahrístou 14,50 m (PB)                                                | Olha Saladuha 14,47 m (SB)                                                         |
| Lancer du poids | Radoslava Mavrodieva 19,12 m (PB)                                                                          | Christina Schwanitz 19,11 m                                                       | Anita Márton 19,00 m (SB)                                                          |
| Pentathlon | Katarina Johnson-Thompson 4 983 pts (WL)                                                                   | Niamh Emerson 4 731 pts (PB)                                                      | Solène Ndama 4 723 pts (=NR)                                                       |
| Records et Performances - AR : Record continental (area record) - CR : Record des championnats (championship record) - MR : Record du meeting (meet record) - NR : Record national (national record) - OR : Record olympique (olympic record) - PR : Record paralympique (paralympic record) - PB : Record personnel (personal best) - SB : Meilleure performance personnelle de la saison (season's best) - WL : Meilleure performance mondiale de l'année (world leader) - WJR : Record du monde junior (world junior record) - WR : Record du monde (world record) Circonstances et Conditions - DNF : N'a pas terminé (did not finish) - DNS : N'a pas pris le départ (did not start) - DQ : Disqualification (disqualification) - NM : Aucun essai valable enregistré (No Mark) - Q : Qualifié « directement » au prochain tour (ou à la prochaine compétition), lors d'une compétition majeure, grâce au classement ou à la réalisation des minima (automatic qualifier) - q : Qualifié au prochain tour (ou à la prochaine compétition), lors d'une compétition majeure, grâce au repêchage ou à la réalisation de l'une des meilleures performances parmi celles des « non qualifiés directement » (grâce au meilleur temps ou à la meilleure distance par exemple) (secondary qualifier) | |                                                                                   |                                                                                    |

### Tableau des médailles
- Pays organisateur ( Grande-Bretagne)

| Rang  | Nation             | Or | Argent | Bronze | Total |
| ----- | ------------------ | -- | ------ | ------ | ----- |
| 1     | Pologne            | 5  | 2      | 0      | 7     |
| 2     | Grande-Bretagne    | 4  | 6      | 2      | 12    |
| 3     | Espagne            | 3  | 2      | 1      | 6     |
| 4     | Norvège            | 2  | 1      | 1      | 4     |
| 5     | Athlètes neutres   | 2  | 0      | 1      | 3     |
| 6     | Grèce              | 1  | 2      | 1      | 4     |
| 7     | Pays-Bas           | 1  | 1      | 3      | 5     |
| 8     | Belgique           | 1  | 1      | 0      | 2     |
| 9     | Italie             | 1  | 0      | 1      | 2     |
| 9     | Serbie             | 1  | 0      | 1      | 2     |
| 11    | Azerbaïdjan        | 1  | 0      | 0      | 1     |
| 11    | Bulgarie           | 1  | 0      | 0      | 1     |
| 11    | Chypre             | 1  | 0      | 0      | 1     |
| 11    | Suisse             | 1  | 0      | 0      | 1     |
| 11    | Slovaquie          | 1  | 0      | 0      | 1     |
| 16    | Allemagne          | 0  | 4      | 1      | 5     |
| 17    | France             | 0  | 2      | 3      | 5     |
| 17    | Ukraine            | 0  | 2      | 3      | 5     |
| 19    | Biélorussie        | 0  | 1      | 1      | 2     |
| 19    | Suède              | 0  | 1      | 1      | 2     |
| 21    | Portugal           | 0  | 1      | 0      | 1     |
| 21    | Turquie            | 0  | 1      | 0      | 1     |
| 23    | Irlande            | 0  | 0      | 2      | 2     |
| 24    | République tchèque | 0  | 0      | 1      | 1     |
| 24    | Hongrie            | 0  | 0      | 1      | 1     |
| 24    | Lituanie           | 0  | 0      | 1      | 1     |
| Total | Total              | 26 | 27     | 25     | 78    |